# دیوید نلمس
دیوید نلمس، (به انگلیسی: David Nelms) (زاده ۱۹۶۰) کارآفرین، بانکدار و مدیر ارشد اجرایی آمریکایی است، که در حال حاضر به‌عنوان مدیر عامل اجرایی شرکت دیسکاور فایننشال فعالیت می‌کند.